# ケネス・ストロング
ケネス・ストロング（Kenneth Lionel Chatterton Strong、1925年 - ）は、英国の日本文学研究者、翻訳家。

## 略歴
ロンドン生まれ。オックスフォード大学セント・ジョンズ・カレッジおよびロンドン大学で日本文学を学ぶ。1946年連合軍の一員として来日。1959-1962年東京女子大学で英文学助教授を務める。その後オーストラリア・シドニーで日本語教師。1964年からロンドン大学東洋アフリカ研究学部講師。1980年からフリーの翻訳家として活躍。日本現代文学を中心に研究し、島崎藤村、徳富蘆花、丹羽文雄、有島武郎などの作品を翻訳。その後田中正造について研究する。

## 著書
- Ox Against the Storm : A Biography of Tanaka Shozo, Japan's Conservationist Pioneer/ Tenterden, Kent : Paul Norbury Publications 1977

- 『田中正造伝 嵐に立ち向かう雄牛』川端康雄,佐野正信訳 晶文社 1987

### 翻訳
- The Buddha Tree : a novel （丹羽文雄「菩提樹」） Tokyo : C.E. Tuttle 1968, c1966
- Footprints in the Snow （徳冨蘆花「雪の足跡」 Tokyo : Tuttle , c1970 .
- Pillar of Fire : Hi no hashira （木下尚江「火の柱」 London : Allen and Unwin , 1972
- The Broken Commandment （島崎藤村「破戒」） University of Tokyo Press , c1974
- A Certain Woman（有島武郎「或る女」）Tokyo : University of Tokyo Press. c1978